# Ricardio the Heart Guy
〈Ricardio the Heart Guy〉는 카툰 네트워크의 애니메이션 시리즈 《핀과 제이크의 어드벤처 타임》의 첫 번째 시즌 일곱 번째 에피소드이다. 대한민국 방영 명칭은 〈돌아와, 리카르디오〉이다. 이 에피소드는 윤대주와 숀 히메네스가 스토리보드 작가로 참여했으며 메리웨더 윌리엄스, 팀 매키언, 애덤 무토가 각본을 담당했다. 2010년 4월 26일 카툰 네트워크를 통해 첫 방영되었으며, 조지 타케이가 에피소드의 주인공인 리카르디오의 성우를 맡았다.

## 줄거리
얼음 대왕이 버블검 공주를 납치해가자 핀과 제이크가 공주를 구한다. 버블검은 감사의 의미로 핀을 위해 파티를 열기로 한다. 핀은 선물로 종이학을 가져가고, 제이크는 핀이 버블검에게 반한 것 같다고 말하지만 핀은 부인한다. 파티에 도착한 둘은 버블검을 포함한 모든 사람들이 자신들은 무시한 채 심장 모양의 남자인 리카르디오에게 푹 빠진 것을 보게 된다. 리카르디오와 버블검은 함께 춤을 추고 과학적인 얘기를 하면서 친해지고, 핀은 질투심을 갖게 된다.
핀은 리카르디오가 악당이라고 생각하지만 제이크는 단지 핀이 질투를 하는 것이라고 생각한다. 결국 둘은 리카르디오를 미행하게 되고, 그가 로프를 든 채 쓰레기통에서 병을 깨부수는 모습을 목격한다. 그 후에는 얼음 대왕을 납치한 후 쓰레기통에 버리는 모습을 보자, 둘은 리카르디오에게 정체가 무엇이냐고 묻게 된다. 서로 말싸움을 하던 중 핀이 리카르디오에게 주먹을 날리고, 그 모습을 버블검이 보게 된다. 화가 난 버블검은 리카르디오를 데리고 떠난다. 그러자 얼음 대왕이 나타나 사실을 털어놓게 된다. 리카르디오는 사실 얼음 대왕의 심장이었으며, 얼음 대왕이 버블검의 마음을 조종할 마법을 쓰려다 실패하자 자신의 심장이 생명을 갖게 되었고, 심장이 버블검을 납치하기 위해 도망쳤다는 얘기였다.
그 말을 들은 핀과 제이크는 버블검이 있는 왕국으로 달려간다. 그 곳에서 버블검은 의자에 묶여있고 리카르디오가 공주의 심장을 오려내려는 것을 보게 된다. 둘은 리카르디오와 격전을 벌이고, 뒤따라온 얼음 대왕은 리카르디오를 원래 자리로 되돌려 놓는다. 사건이 끝난 후 식사 자리에서 버블검은 핀에게 더 이상 질투를 할 필요가 없다고 말하지만, 핀은 애초에 질투 따위는 한 적이 없다고 부정한다.

## 제작

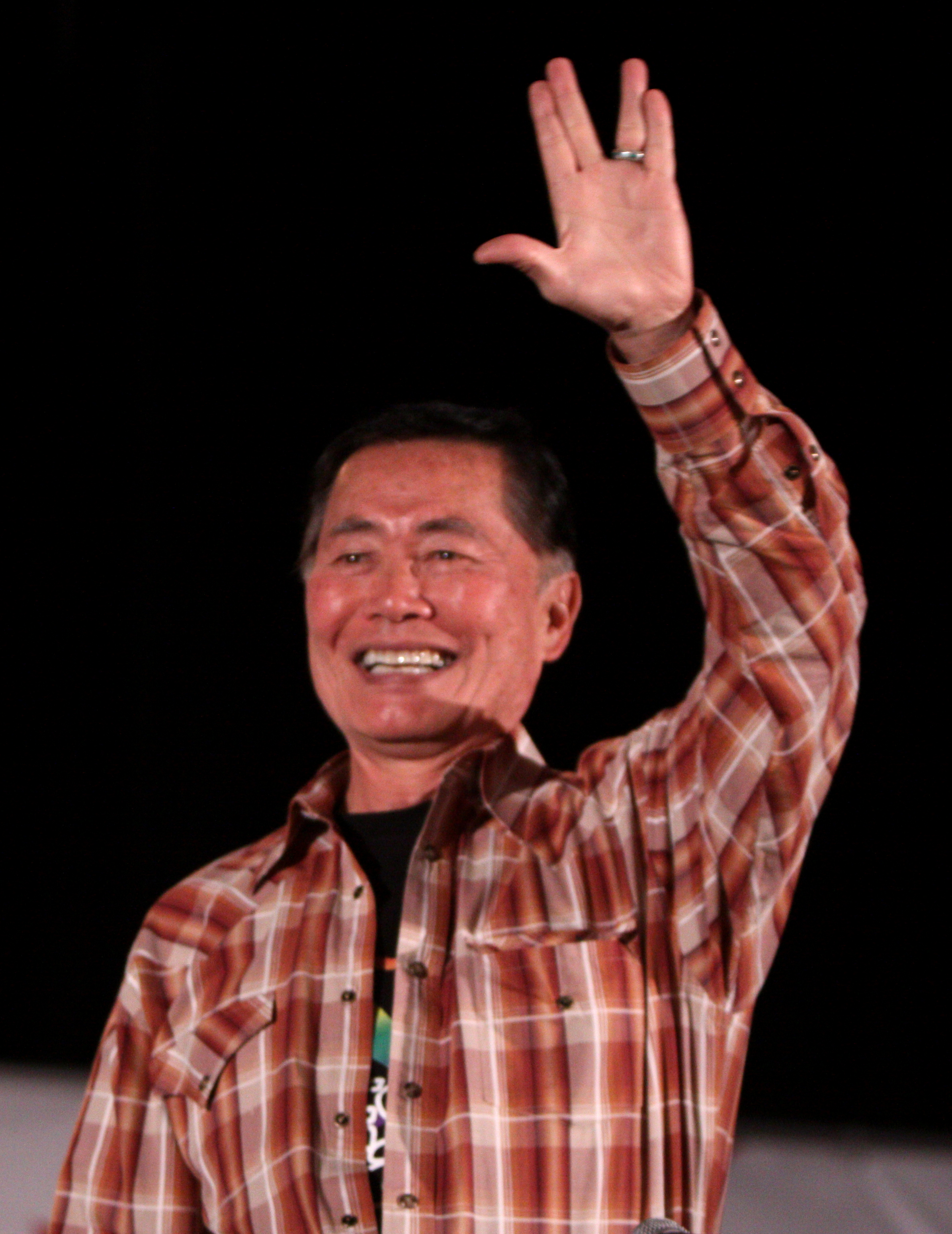
게스트 성우로 참여한 조지 타케이.

이 에피소드에서는 조지 타케이가 맡은 악당인 리카르디오가 등장한다. 톰 케니는 리카르디오를 ‘지옥에서 온 밸런타인’이라고 묘사하였다. 타케이는 네 번째 시즌의 "Lady & Peebles"에서도 해당 역할을 한 번 더 맡게 된다. 리카르디오의 초기 디자인은 심장의 동맥과 심실이 자세히 묘사된 의인화된 심장이었다. 또한 리카르디오는 《어드벤처 타임》의 세계관에서 얼굴이 자세히 묘사된 유일한 등장인물이다. 에피소드 코멘터리에서는 리카르디오의 얼굴을 1902년 프랑스의 무성 영화인 《달세계 여행》의 달의 모습과 비교하기도 하였다.
방영 직후, 《어드벤처 타임》의 작곡가인 케이시 베이시커스(Casey Basichis)는 이번 화에 이용된 음악의 제작 과정을 담은 영상을 인터넷에 올렸다. 음악의 뼈대는 베이시커스가 샤워를 하는 도중에 우쿨렐레를 이용하여 만들었다. 초기에는 ‘뉴욕, 택시, 재즈’ 분위기의 장르였지만 이내 바뀌었다. 얼음 대왕의 몸에서 리카르디오가 도망쳐 나오는 장면에서는 파일럿의 음악에서 영감을 받다고 말했다. 또한 오페라 가수인 캐런 봉(Karen Vuong)이 작곡에 참여하였다.

## 반응
〈Ricardio the Heart Guy〉는 2010년 4월 26일 카툰 네트워크를 통해 첫 방영되었다. 191만 명의 시청자 수를 기록했으며, 닐슨 시청률에 의하면 전체 TV 시청 가구의 1.3%, 방영 당시 TV를 시청하고 있던 가구 중에서는 2%가 이 에피소드를 보았다. 2011년에는 시즌 1·2의 에피소드를 포함한 DVD인 《Adventure Time: My Two Favorite People》을 통해 실물로 발매되었으며, 2012년 7월에는 에피소드의 코멘터리 트랙을 포함한 DVD 또한 발매되었다.
IGN의 매트 파울러(Matt Fowler)는 《My Two Favorite People》 DVD 리뷰에서 “살아있는 심장인 리카르디오가 버블검 공주의 심장을 빼내려 한다는 생각은 무서운 악몽이 떠오르게 만든다.”라고 말했다. 그렇지만 덧붙이기를 “《어드벤처 타임》은 그런 소름 끼치는 소재를 재미있고, 다가가기 쉽도록 하는 방법을 아는 것 같다.”라고 평했다.
타케이가 리카르디오 역할을 맡은 것에 대해 많은 비평가들이 호평을 남겼다. io9의 찰리 앤더스(Charlie Anders)는 타케이의 이번 출연을 ‘그의 최고의 순간’ 중 하나로 뽑았다. DVD 토크(DVD Talk)의 타일러 포스터(Tyler Foster)는 리카르디오가 이 시즌의 하이라이트였다고 칭찬했다. 《디 A.V. 클럽》의 올리버 사바(Oliver Sava)는 〈Lady & Peebles〉의 평론에서 리카르디오가 “타케이의 매력적인 목소리로 인해 언제나 환영받는다.”라고 말했다. 또한 “그의 목소리에는 얼음 대왕의 비음과는 극명히 대조적인 과장된 능글맞음이 있다. 타케이는 자신을 위해 쓰여진 그런 재미있는 대사를 언제나 훌륭히 소화해 내는 것 같다.”라고 평가했다.